# Hoplobatrachus litoralis
Espèce
Hoplobatrachus litoralis est une espèce d'amphibiens de la famille des Dicroglossidae.

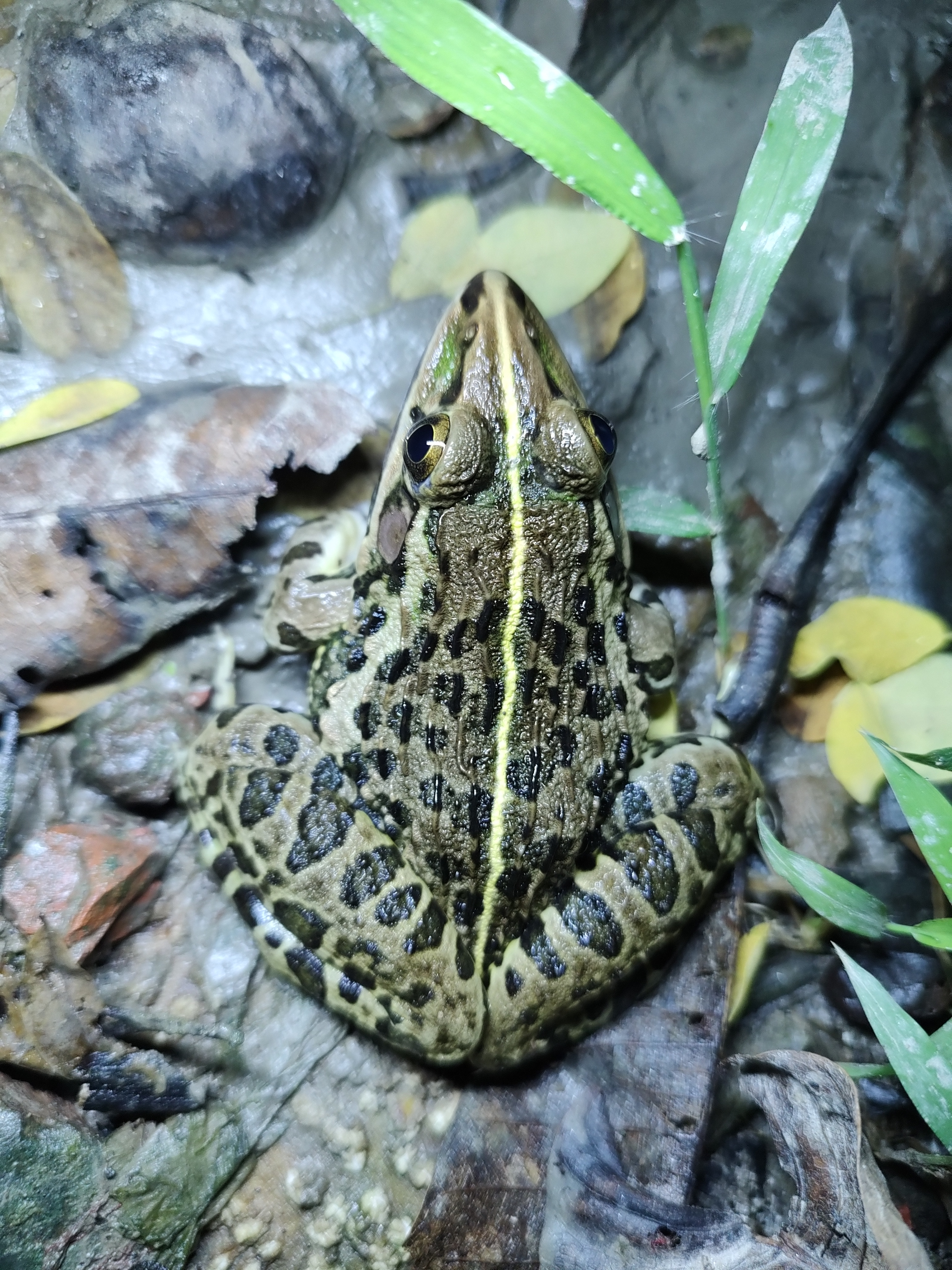

## Répartition
Cette espèce est endémique de la division de Chittagong au Bangladesh. Elle se rencontre dans le district de Cox's Bazar.
Sa présence est incertaine en Birmanie.

## Publication originale
- Hasan, Kuramoto, Islam, Alam, Khan & Sumida, 2012 : A new species of genus Hoplobatrachus (Anura, Dicroglossidae) from the coastal belt of Bangladesh. Zootaxa, no 3312, p. 45–48.